# Aupaluktok Island
Aupaluktok Island – niezamieszkana wyspa w zatoce Cumberland, w regionie Qikiqtaaluk, na terytorium Nunavut, w Kanadzie. 
W pobliżu Aupaluktok Island położone są wyspy: Beacon Island, Ugpitimik Island, Tesseralik Island, Kekertelung Island, Imigen Island, Saunik Island, Anarnittuq Island, Ivisa Island, Tuapait Island i Akulagok Island.